# Hudson (Name)
Hudson ist ein männlicher Vorname sowie ein Familienname.

## Namensträger

### Vorname
- Hudson Austin (1938–2022), grenadischer Politiker, Revolutionär und General
- Hudson Fysh (1895–1974), australischer Flugpionier und Geschäftsmann
- Hudson Hoagland (1899–1982), US-amerikanischer Neurowissenschaftler
- Hudson Leick (* 1969), US-amerikanische Schauspielerin und Model
- Hudson Lowe (1769–1844), britischer General, Gouverneur von St. Helena
- Hudson Rodrigues dos Santos (* 1988), brasilianischer Fußballspieler
- Hudson de Souza (* 1977), brasilianischer Mittelstrecken-, Langstrecken- und Hindernisläufer
- Hudson Taylor (1832–1905), britischer christlicher Missionar

Zwischenname
- Henry Hudson Holly (1834–1892), US-amerikanischer Architekt
- Henry Hudson Kitson (1863–1947), englisch-US-amerikanischer Bildhauer
- Wilfred Hudson Osgood (1875–1947), US-amerikanischer Zoologe
- Little Hudson Shower (1919–2009), US-amerikanischer Bluesmusiker
- Clarence Hudson White (1871–1925), US-amerikanischer Fotograf

### Familienname
- Alan Hudson (* 1951), englischer Fußballspieler
- Alistair Hudson (* 1969), britischer Kurator und Museumsleiter
- Andrew Hudson (* 1996), jamaikanisch-US-amerikanischer Leichtathlet
- Anne Hudson (1938–2021), britische Literaturhistorikerin
- Benjamin Hudson (* 1950), US-amerikanischer Violinist
- C. B. Hudson (Charles Britton Hudson III; * 1974), US-amerikanischer Musiker
- Callum Hudson-Odoi (* 2000), englisch-ghanaischer Fußballspieler
- Charles Hudson (Politiker) (1795–1881), US-amerikanischer Politiker
- Charles Hudson (Bergsteiger) (1828–1865), britischer Geistlicher und Bergsteiger
- Charles Thomas Hudson (1828–1903), britischer Mikrobiologe
- Charles M. Hudson (Charles Melvin Hudson; 1932–2013), US-amerikanischer Anthropologe, Historiker und Hochschullehrer
- Claude Hudson (1881–1952), US-amerikanischer Chemiker
- Dave Hudson (* 1949), kanadischer Eishockeyspieler
- David Hudson (Musiker), australischer Musiker und bildender Künstler
- David J. Hudson (David James Hudson; 1943–2011), US-amerikanischer Toningenieur
- Dawn Hudson (* 1957), US-amerikanische Journalistin, Politikwissenschaftlerin und Schauspielerin
- Derek Hudson (Biograph) (1911–2003), britischer Schriftsteller
- Derek Hudson (Dirigent) (1934–2005), britisch-simbabwischer Dirigent
- Derek Hudson (Fotograf) (* 1953), britischer Fotograf
- Derek Hudson (Segler) (* 1936), botswanischer Segler
- Donald E. Hudson (1916–1999), US-amerikanischer Bauingenieur
- Edith Hudson (1872–unbekannt), schottisch-britische Krankenschwester und Suffragette
- Ellis Herndon Hudson (1890–1992), US-amerikanischer Mediziner und Hochschullehrer
- Ernie Hudson (* 1945), US-amerikanischer Schauspieler
- Ernie Hudson (Fußballspieler) (1926–2017), englischer Fußballspieler
- Frank Hudson (* 1957), deutscher Basketballspieler
- Garth Hudson (1937–2025), kanadischer Rockmusiker
- George Hudson (Barockmusiker) (um 1620–1672), englischer Violinist und Komponist
- George Hudson (Eisenbahnunternehmer) (1800–1871), englischer Eisenbahnunternehmer und Politiker
- George Hudson (Jazzmusiker) (1910–1996), US-amerikanischer Jazztrompeter
- George Hudson (Fußballspieler) (1937–2020), englischer Fußballspieler
- George Vernon Hudson (1867–1946), britisch-neuseeländischer Entomologe und Astronom
- Grace Hudson (1865–1937), amerikanische Malerin
- Grant M. Hudson (1868–1955), US-amerikanischer Politiker
- Haley Hudson (* 1986), US-amerikanische Schauspielerin und Sängerin
- Harriet Hudson (* 1998), australische Ruderin
- Havelock Hudson (1862–1944), britischer General
- Henry Hudson (1565–1611), englischer Entdecker
- Hilda Phoebe Hudson (1881–1965), britische Mathematikerin und Hochschullehrerin
- Huberht Hudson (1886–1942), britischer Offizier und Polarforscher
- Hugh Hudson (Politiker) (1930–1993), australischer Politiker (South Australia)
- Hugh Hudson (1936–2023), britischer Filmregisseur
- Ian John Hudson (* 1972), deutsch-österreichischer Musiker und Produzent, siehe Roman Bichler
- Jack Hudson (1960–1991), englischer Fußballspieler
- James Hudson († 1885), britischer Diplomat
- Jennifer Hudson (* 1981), US-amerikanische Sängerin
- Jim Hudson († 2013), US-amerikanischer American-Football-Spieler
- John Hudson (Bibliothekar) (1662–1719), englischer Philologe und Bibliothekar
- John Hudson (Sträfling) (1774–nach 1791), britischer Sträfling
- John Hudson (General) (1833–1893), britischer General
- John Hudson (Bischof) (1904–1981), australischer Geistlicher, Bischof von Carpentaria
- John Hudson (Schauspieler) (1919–1996), US-amerikanischer Schauspieler
- John Hudson (Ruderer) (* 1940), australischer Ruderer
- John Hudson (Basketballspieler, 1954), (* 1954), US-amerikanischer Basketballspieler
- John Hudson (Historiker) (* 1962), britischer Historiker
- John Hudson (Basketballspieler, 1966), (* 1966), US-amerikanischer Basketballspieler
- John Hudson (Footballspieler) (* 1968), US-amerikanischer American-Football-Spieler
- John Hudson (Schriftdesigner), Schriftdesigner
- John L. Hudson, US-amerikanischer General
- John T. Hudson (1811–1887), US-amerikanischer Politiker
- Joseph Lowthian Hudson (J. L. Hudson; 1846–1912), US-amerikanischer Geschäftsmann
- Karl Hudson-Phillips (1933–2014), Jurist und Richter aus Trinidad und Tobago
- Kate Hudson (* 1979), US-amerikanische Schauspielerin
- Katy Hudson, Geburtsname von Katy Perry (* 1984), US-amerikanische Sängerin
- Ken Hudson (1939–2012), US-amerikanischer Basketballschiedsrichter und -funktionär
- Kerry Hudson (* 1980), britische Schriftstellerin
- Lee Hudson (* um 1945), US-amerikanischer Jazzmusiker
- Lou Hudson (1944–2014), US-amerikanischer Basketballspieler
- Louis Hudson (1898–1975), kanadischer Eishockeyspieler
- Lucy-Jo Hudson (* 1983), britische Schauspielerin
- Maggie Rose Hudson, US-amerikanische Schauspielerin
- Manley Ottmer Hudson (1886–1960), US-amerikanischer Jurist
- Mark Hudson (Musiker) (Mark Jeffery Hudson; * 1951), US-amerikanischer Musiker
- Mark Hudson (Schriftsteller), britischer Schriftsteller
- Mark Hudson (Fußballspieler, 1980) (Mark Hudson; * 1980), englischer Fußballspieler
- Mark Hudson (Fußballspieler, 1982) (Mark Alexander Hudson; * 1982), englischer Fußballspieler und -trainer
- Martha Hudson (* 1939), US-amerikanische Leichtathletin
- Matthew Hudson-Smith (* 1994), britischer Leichtathlet
- Michael Hudson (* 1939), US-amerikanischer Ökonom
- Mike Hudson (* 1967), kanadischer Eishockeyspieler
- Nell Hudson (* 1990), britische Schauspielerin
- Nicholas Hudson (* 1959), englischer Geistlicher, Weihbischof in Westminster
- Nikki Hudson (* 1976), australische Hockeyspielerin
- Oliver Hudson (* 1976), US-amerikanischer Schauspieler
- Peter Derek Hudson (* 1961), britischer Admiral der Royal Navy
- Peter Hudson (Dartspieler) (* 1984), englischer Dartspieler
- Peter Hudson (Offizier) (1923–2000), britischer Generalleutnant der British Army
- Peter Hudson (Schauspieler), britisch-französischer Schauspieler
- Piera Hudson (* 1996), neuseeländische Skirennläuferin
- Rada Dyson-Hudson (1930–2016), US-amerikanische Afrikanistin und Anthropologin
- Raymond Scott Hudson (* 1959), US-amerikanischer Elektrotechniker
- Richard Hudson (Linguist) (Richard Anthony Hudson; * 1939), britischer Sprachwissenschaftler
- Richard Hudson (Musiker) (* 1948), britischer Musiker und Singer-Songwriter
- Richard Hudson (Bühnenbildner) (* 1954), simbabwischer Bühnenbildner
- Richard Hudson (Politiker) (* 1971), US-amerikanischer Politiker
- Richard R. Hudson, US-amerikanischer Biologe, Genetiker und Hochschullehrer
- Robert Hudson (Kapitän) (1750–1816), britischer Kapitän
- Robert Hudson (Unternehmer), britischer Unternehmensgründer
- Robert Hudson, 1. Viscount Hudson (1886–1957), britischer Adliger und Politiker
- Robert Hudson (Schauspieler) (* 1960), britischer Schauspieler
- Robert Hudson (Produzent) (* 1960), US-amerikanischer Filmproduzent
- Robin Lyth Hudson (1940–2021), britischer Mathematiker
- Rochelle Hudson (1916–1972), US-amerikanische Schauspielerin
- Rock Hudson (1925–1985), US-amerikanischer Schauspieler
- Rodney Hudson (* 1989), US-amerikanischer American-Football-Spieler
- Ron Hudson (1939–2011), US-amerikanischer Fotograf und Autor
- Rose Hudson-Wilkin (* 1961), britische Geistliche
- Ruben Santiago-Hudson (* 1956), US-amerikanischer Schauspieler
- Sarah Hudson (* 1984), US-amerikanische Sängerin
- Saul Hudson (* 1975), US-amerikanischer Gitarrist, siehe Slash (Musiker)
- Steve Hudson (* 1969), britischer Schauspieler und Regisseur
- Te Atawhai Hudson-Wihongi (* 1995), neuseeländischer Fußballspieler
- Thomas Hudson (1701–1779), britischer Maler
- Thomas Jefferson Hudson (1839–1923), US-amerikanischer Politiker
- Troy Hudson (* 1976), US-amerikanischer Basketballspieler
- Ursula Hudson (1958–2020), deutsche Kulturwissenschaftlerin, siehe Slow Food
- Valerie M. Hudson (* 1958), US-amerikanische Politikwissenschaftlerin und Hochschullehrerin
- Victoria Hudson (* 1996), österreichische Speerwerferin
- Walter Hudson (1944–1991), US-amerikanischer Inhaber des Guinness-Weltrekords für den größten Taillenumfang
- Warren Hudson (1962–2012), kanadischer Canadian-Football-Spieler
- Will Hudson (1908–1981), US-amerikanischer Arrangeur, Komponist und Bandleader
- William Hudson (1730–1793), britischer Botaniker und Mykologe
- William Henry Hudson (1841–1922), argentinisch-britischer Schriftsteller, Naturforscher und Ornithologe